# Chrysler PT Cruiser
El Chrysler PT (Personal Transport) Cruiser es un automóvil del segmento C que fue producido por el fabricante estadounidense Chrysler desde el año 1999 como un automóvil de concepto, y en el año 2000 cómo un automóvil de producción hasta el año 2010, en que Chrysler cesó la producción mundial. Su diseño retro estaba inspirado en varios prototipos anteriores del grupo Chrysler, entre ellos los Plymouth Prowler y Plymouth Pronto.

## Producción
El 9 de julio de 2010 Chrysler paró la producción mundial del PT Cruiser después de 10 años, dejando un total de 1.37 millones de unidades fabricadas.
En su década de existencia, el PT Cruiser nunca cambió su diseño excepto por algunos retoques en faros delanteros y consola interior  realizados a través de los años.
El significado de las siglas PT son las iniciales de "Personal Transport" (Transporte Personal) como designación para la plataforma del vehículo así como su código de producción.
El PT Cruiser existe con dos carrocerías distintas. Una de ellas es una mezcla de monovolumen y hatchback, de cinco puertas; su altura es muy superior a la de un automóvil de turismo, pero no tiene la disposición de asientos ni la variedad de configuraciones típicas de un monovolumen. La segunda es un descapotable de dos puertas, idéntica en forma a la primera y con barra anti-vuelco fija.
El PT Cruiser tiene tracción delantera con motor frontal transversal, y todas sus motorizaciones son de cuatro cilindros. Los gasolina son de 1.6 litros de 116 CV, 2.0 litros de 140 CV, 2.4 litros en versiones atmosférica de 143 CV y con turbocompresor y 180 o 223 CV. El Diesel es de 2.2 litros de origen mercedes con 121 o 150 CV con inyección directa common-rail, turbocompresor de geometría variable e intercooler.
Tiene cinco plazas con asientos elevados y envolventes que se repliegan y desmontan fácilmente, un maletero amplio con un portón de grandes dimensiones, múltiples espacios portaobjetos y un techo elevado. Las llantas son de aleación de 16 pulgadas y alojan unos neumáticos 205/55.
En el exterior tiene líneas redondeadas y sin una arista, presididas por una rejilla característica que simula el radiador de un coche de época, lo que levanta el morro del PT Cruiser a la altura de su cintura. Es similar al Chrysler Airflow Imperial que circulaba por las carreteras americanas por la década de 1920. Airbags para conductor, acompañante y laterales, ABS y sistema de control de tracción son algunos de los sistemas de seguridad de sus pasajeros.
Por primera vez la sociología se empleó aplicada al marketing de automoción con la incorporación al equipo de diseño del sociólogo francés de nacimiento Clotaire Rapaille, que apeló al "cerebro reptiliano" cuna de los instintos, en busca de un supuesto código instalado en el consumidor americano y que no aparece en las encuestas de mercado. El consumidor leería ese "código" inconscientemente en el vehículo, que debía parecer "femenino por dentro pero que evoque recuerdos del gangsterismo de los 20 por fuera, incluido un mentón masculino en el frontal del vehículo".